# Shakugan no Shana
Shakugan no Shana (japonès: 灼眼のシャナ, lit. ‘Shana la dels ulls de foc’) és una història de ficció originalment disponible com la sèrie de novel·les escrites per Yashichirou Takahashi. Actualment, es troben adaptades al manga i a l'anime.

## Introducció
En Sakai Yuuji portava una vida normal fins que un dia va descobrir que ja estava mort i que el que hi havia en el seu interior era només una flama, és a dir, una còpia del que havia estat abans. En aquell moment va conèixer la Shana, una Flame Haze, que era l'encarregada de protegir l'equilibri del món posant les flames al lloc on abans hi havia hagut persones, flames que anaven desapareixent a poc a poc. La Shana en aquell moment descobreix que la flama d'en Yuuji és un Mistess, flames que tenen un poder especial. En Yuuji decideix, que amb el poc temps que li queda ajudarà a la Shana a protegir la ciutat i a impedir que els devoradors d'ànimes aconsegueixin el mistess que porta dins.

## Personatges
Shana: és la Flame Haze coneguda com la "caçadora de cabells flamejants i ulls de foc". És la Flame Haze de Alastor, la Flama del Cel sempre lluita amb la seva espasa, Neitono No Shana, lloc d'on prove el nom que li posa en Yuuji, ja que les Flame Haze són considerades com a instruments de caça i prou. Gràcies al poder ocult del Mistess del Yuuji els seus poders augmenten. Per tal de poder estar al costat del Mistess i poder-lo vigilar altera els records de la gent per a poder-se fer passar per una companya de classe del Yuuji flama de la qual s'havia extingit.
Alastor: és el rei del Món Carmesí al qual la Shana està lligada. Expressa la seva voluntat a través d'un collaret diví que la Shana porta penjat al coll. La persona subordinada a ell pot fer servir la tècnica anomenada Tenpa Josai, que el manifestarà al món per a consumir tots els Guze no Tomogara del seu voltant. Aquest és l'últim recurs de la seva Flame Haze, ja que aquesta tècnica destrueix el qui la fa servir.
Sakai Yuuji: és el personatge principal. Tot i descobrir que aviat deixarà d'existir i que ningú el recordarà no es deprimeix ni s'obsessiona, sinó que decideix ajudar a la Shana a fer fora els Guze no Tomogara (devoradors d'existència) de la ciutat.
Margery Daw: és una altra Flame Haze, coneguda com "la intèrpret de la condolença". És la flame Haze fovernada pel Rei del Món Carmesí Marcosius. Té una obsessió a matar Guze no Tomogara ja siguin o no inofensius. Tot i que molt sovint s'emborratxa de sake és una de les Flame Haze més fortes.
Marcosius: és el Rei del Món Carmesí al que Margery està lligada. Expressa la seva voluntat a través d'un recipient diví que té forma de llibre. Ajuda a la Margery però no com a amic, sinó com a company de batalla.
Wilhemina Caramel: és la Flame Haze que va cuidar a la Shana quan aquesta era petita i s'estava entrenant. Ella està a les ordres de Tiamat, que pren forma de venes o de màscara. La Wilhemina odia A en Yuuji, ja que veu com la Shana s'ha enamorat d'ell, per això i per impedir que el Guze no Tomogara trobin el Reiji Maigo, el mistess que habita dintre d'en Yuuji, intenta destruir-lo.
Tiamat: és el Rei del Món Carmesí que dona les ordres a la Wilhemina. Quasi mai diu res, ja que només diu el que és necessari i en el moment necessari.